# Kimagure Orange Road
Kimagure Orange Road (яп. きまぐれオレンジ☆ロード Кимагурэ Орэндзи Ро:до, «Капризы Апельсиновой улицы») — аниме, снятое по одноимённой манге, выходившей с 1984 по 1987 год. Аниме рассказывает о необычной семье, члены которой обладают сверхъестественными способностями. Всего снято 48 серий. Также существует 8 серий OVA, пилотная нулевая серия и два полнометражных фильма.

## Сюжет

### Основной
Юный Кёскэ Касуга приезжает в городок вместе со своей семьёй, в лице отца Такаси Касуга и двух его сестёр Куруми Касуга и Манами Касуга. Позже, считая ступеньки, он встречает красивую девушку, которая дарит ему красную шляпу. Потом в школе он встречает двух друзей Сэйдзи Комацу и Кадзуя Хатта, которые впоследствии стали ухаживать за его сёстрами. Чуть позже Кёскэ Касуга встречает двух девушек Хикару Хияма и Мадока Аюкава, в которых впоследствии влюбляется. А позже устраивается работать в кафе «ABCB», в котором подрабатывает Мадока Аюкава.

### I Want to Return to That Day
Произведение повествует о проблеме «третьего лишнего», а также разрыве любовного треугольника, продолжая основную историю.

### Shin Kimagure Orange Road: Summer’s Beginning
История происходит через несколько лет после предыдущих событий: Кёскэ попадает в круговорот событий своего будущего и настоящего. Этот фильм завершает серию «Апельсиновой Улицы», где авторы попытались логически решить все хитросплетения, событий прошлого и будущего главных героев.

## Персонажи
Кёскэ Касуга (яп. 春日 恭介 Касуга Кё:сукэ) — главный мужской персонаж, который обладает сверхъестественными способностями, как вся его семья. Он всё время переезжал и поэтому у него не было друзей, а чуть позже он встречает двух девушек и тут же в них влюбляется. Однако из-за врождённой стеснительности не может сделать окончательный выбор между девушками.
Сэйю: Тору Фуруя
Мадока Аюкава (яп. 鮎川 まどか Аюкава Мадока) — главный женский персонаж, знаменита как «Мадока-Недотрога», из-за склонности к конфликтам с противоположным полом на предмет дружбы и дальнейших отношений. Очень развита физически и в большинстве конфликтных ситуаций использует своё преимущество. Однако, так же как и Кёскэ, стеснительна в проявлении чувств и любыми способами пытается выглядеть невозмутимой и самостоятельной. Живёт одна, так как её родители, всемирно известные музыканты, постоянно работают за рубежом. Она очень любит играть на саксофоне, особенно по ночам, а также играет на гитаре. Также работает в кафе «ABCB».
Сэйю: Хироми Цуру
Хикару Хияма (яп. 檜山 ひかる Хияма Хикару) — лучшая подруга Мадоки, младше её на 2 года. Влюблена в Кёскэ и старается быть всегда рядом с ним. В силу своего настойчивого характера любыми способами пытается добиться расположения Кёскэ и очень болезненно реагирует, когда видит его с Мадокой в недвусмысленных ситуациях. Однако с другими персонажами мужского пола очень хладнокровна и безжалостна. Живёт с мамой, о судьбе отца ничего не известно.
Сэйю: Эрико Хара
Юсаку Хино (яп. 火野 勇作 Хино Ю:саку) — друг детства Хикару Хияма и Мадоки Аюкавы. Занимается дзюдо и каратэ. Он всё время следует за Хикару, потому что любит её, и ему не нравится Кёскэ, потому что тот проводит с ней больше времени.
Сэйю: Масами Кикути

## Список серий
| №  | Название                                                                                                 | Дата выхода     |
| -- | --- | --------------- |
| 1  | Переведённый ученик! Застенчивая первая любовь (яп. 転校生!恥ずかしながら初恋します)                     | 6 апреля 1987   |
| 2  | Просто маленький лимонный поцелуй (яп. あの娘にちょっぴりレモンのキスを)                                 | 13 апреля 1987  |
| 3  | Перепады настроения — гребля на первом свидании (яп. 気分はゆれてローリング初デート)                     | 20 апреля 1987  |
| 4  | Хикару-тян?! Тревожное переживание «С»! (яп. ひかるちゃん!?お騒がせのC体験)                              | 27 апреля 1987  |
| 5  | Секрет двух людей — работа на неполный рабочий день 2 (яп. 人のひみつ、とまどいアルバイト)               | 4 мая 1987      |
| 6  | Этот парень — соперник! Промежуточный экзамен любви! (яп. あいつがライバル、恋の中間試験)                | 11 мая 1987     |
| 7  | Личная жизнь Мадоки — искрящийся поцелуй! (яп. まどかの私生活!?口づけスパーク色)                         | 18 мая 1987     |
| 8  | Твоя улыбка! Шанс на пляже (яп. 君は笑顔!渚のシャッターチャンス)                                         | 25 мая 1987     |
| 9  | Куруми-тян учится встречаться! (яп. くるみちゃんデートの仕方教えます)                                    | 1 июня 1987     |
| 10 | Предчувствие! Хикару-тян умрет! (яп. 予知夢!?ひかるちゃんが死んじゃう)                                   | 8 июня 1987     |
| 11 | Не звоните в свадебные колокола! (яп. 鳴らさないで!ウエディングベル)                                     | 15 июня 1987    |
| 12 | Учиться за границей в Америке! Прощай, Мадока! (яп. アメリカ留学!サヨナラまどか)                         | 22 июня 1987    |
| 13 | Все смотрят! Супер-трансформация Хикару! (яп. 視線集中!ひかるちゃん大変身)                               | 29 июня 1987    |
| 14 | Дурной сон! Мадока и Кёскэ наконец-то расстаются! (яп. 予知夢!まどかと恭介ついに破局)                    | 6 июля 1987     |
| 15 | Окончательное решение Мадоки! Ставим точку в любовном треугольнике (яп. まどかの決心!三角関係にピリオド) | 13 июля 1987    |
| 16 | Поверите вы или нет? Мадока увидела НЛО (яп. 信じる信じないUFOを見たまどか)                              | 20 июля 1987    |
| 17 | Летнее искушение — двойное свидание ни с того ни с сего (яп. 夏の誘惑!いきなりダブルデート)              | 27 июля 1987    |
| 18 | Вызов Мадоки! Легенда о большой волне на пляже с привидениями (яп. まどか挑戦!幽霊海岸の大波伝説)        | 3 августа 1987  |
| 19 | Опыт пары — запретный остров любви! (яп. 二人の体験!禁じられた恋の島)                                    | 10 августа 1987 |

| №  | Название                                                                                            | Дата выхода      |
| -- | --------------------------------------------------------------------------------------------------- | ---------------- |
| 20 | Свидетели Хикару! Лагерь полный опасностей! (яп. ひかる目撃!合宿は危険がいっぱい)                   | 17 августа 1987  |
| 21 | В крайнем случае Кёскэ! Милые пустяки на грозовом перевале! (яп. 恭介ピンチ!嵐が丘の甘いささやき)   | 24 августа 1987  |
| 22 | Взрослые отношения? Мадока тайно возвращается домой утром! (яп. 大人の関係!?まどか秘密の朝帰り)     | 31 августа 1987  |
| 23 | Кёскэ и Мадока в большом сражении! Три этапа гонки любви! (яп. 恭介まどか大ゲンカ!恋の二人三脚)     | 7 сентября 1987  |
| 24 | Представляем Кадзую! Будьте осторожны с «тревожным ребенком»! (яп. 一弥登場!パニックキッドにご用心) | 14 сентября 1987 |
| 25 | Рискованный самогипноз! Кёскэ изменился! (яп. あぶない自己暗示!恭介くん変身す)                      | 21 сентября 1987 |
| 26 | Кёскэ становится ребёнком! Очень близко к Мадоке! (яп. 子供になった恭介!まどかに大接近)             | 28 сентября 1987 |
| 27 | Помеченная женщина Мадока! Кёскэ, доказывающий, что он мужчина! (яп. ねらわれたまどか!恭介男の証明) | 5 октября 1987   |
| 28 | Опасное решение! Большое приключение Манами-тян! (яп. 危険な決心!まなみちゃんの大冒険)              | 12 октября 1987  |
| 29 | Не плачь, Дзингоро! Жар юной любви! (яп. 泣くなジンゴロ!愛と青春の発情期 )                          | 19 октября 1987  |
| 30 | Небольшая нежная история — первая любовь Куруми, глава «Ад»! (яп. 木の葉物語!くるみの初恋·地獄編 )  | 26 октября 1987  |
| 31 | Мадока и Юсаку — марширующая песня беглых юношей (яп. まどかと勇作!青春かけおち行進曲)              | 2 ноября 1987    |
| 32 | Будет ли мой день рождения дважды? Бегущий во времени Кёскэ (яп. 誕生日は二度来る!?時をかける恭介)  | 9 ноября 1987    |
| 33 | Странная Мадока! Гриб 120 % правды! (яп. 妖しのまどか!キノコで本音120%)                             | 16 ноября 1987   |
| 34 | Причина тревоги! Мадока на таинственной родине (яп. ルーツパニック、不思議の里のまどか)             | 23 ноября 1987   |
| 35 | Извращенец с камерой! Робо-Кёскэ! (яп. カメラでエッチ!ロボット恭ちゃん)                             | 30 ноября 1987   |
| 36 | Прощай, Кёскэ! Паранормальные способности засняты на видео! (яп. さらば恭介!ビデオに写った超能力)   | 7 декабря 1987   |

| №  | Название                                                                                               | Дата выхода     |
| -- | --- | --------------- |
| 37 | Героическая оранжевая легенда — дуэль Мадоки в метель (яп. オレンジ仁侠伝!まどか吹雪の対決)            | 14 декабря 1987 |
| 38 | Кёскэ путешествует во времени! Третье рождество (яп. 恭介時間旅行!3度目のクリスマス)                   | 21 декабря 1987 |
| 39 | Гипнотизируя Мадоку — опасный новый год Кёскэ (яп. まどかに催眠術!恭介あぶない正月)                    | 4 января 1988   |
| 40 | Первая мечта нового года — контратака гигантского монстра Дзингоро (яп. 初夢だよ!大怪獣ジンゴロの逆襲) | 11 января 1988  |
| 41 | Обездвиженная Мадока — таинственные часы Кёскэ (яп. 動けないまどか!恭介のフシギ時計)                   | 18 января 1988  |
| 42 | Популярная Мадока — Кёскэ наконец признается (яп. モテモテのまどか!恭介ついに告白)                     | 25 января 1988  |
| 43 | Убитая горем Хикару — следуй за ней на зимний пляж (яп. 傷心のひかる!追いかけて冬海岸)                 | 1 февраля 1988  |
| 44 | Вкус любви? Валентинка Кёскэ из АДА!! (яп. 恋のお味?恭介地獄のバレンタイン)                            | 8 февраля 1988  |
| 45 | Прощай, Хикару, — и тогда там никого не было (яп. ひかる死す、そして誰もいなくなった)                  | 15 февраля 1988 |
| 46 | Одна белоснежная ночь — двое наедине в гондоле (яп. 白銀の一夜!二人ぼっちでゴンドラ)                   | 22 февраля 1988 |
| 47 | Предчувствие прощания — найти первую любовь Мадоки (яп. さよならの予感、まどかの初恋を探せ)            | 29 февраля 1988 |
| 48 | Я нашел любовь! и Повторится всё с самого начала (яп. 恋つかまえた、そしてダ·カーポ)                   | 7 марта 1988    |